# Роуетт (острів)
Острів Роуетт (англ. Rowett Island (South Shetland Islands)) — це скелястий острів довжиною 800 м, що лежить біля мису Оглядовий острова Мордвинова на Південних Шетландських островах . 

## Географія
Острів Роуетт був відомий як американським, так і британським морякам ще в 1822 році.
Він був досліджений членами британської експедиції (1921—1922) під керівництвом Ернеста Шеклтона та названий на честь Джона Квіллера Роуетта, головного спонсора експедиції.